# Bábol
Bábol (Bābol, perzsa nyelven بابل) város az iráni Mazandaran tartományban és tengerparti üdülőhely a Kaszpi-tenger mellett. Bābol az ugyanazon folyó mellett található, körülbelül 30 km-re  a tartományi fővárostól Sāri-tól. A város  Māzandarāns fő kereskedelmi helye (Észak-Irán). Bābolnak a 2006. évi népszámláláskor 198.636 lakosa volt. A város déli része  Ālāscht, Reza Pahlavi iráni sah szülőhelye.

## Története

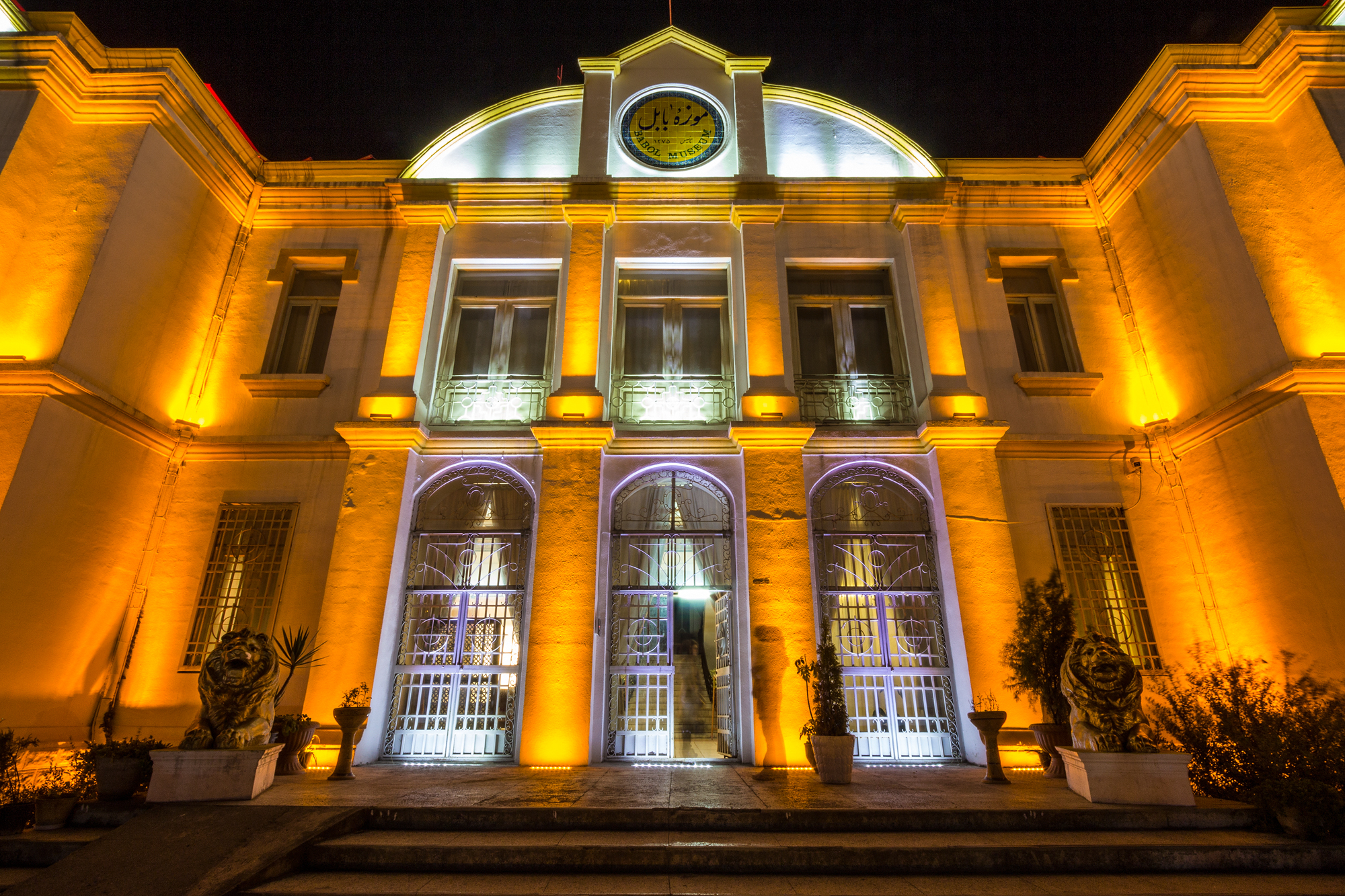
Bábol, a múzeum épülete

A jelenlegi város - Sayyed Zahiruddin Mar'ashi történész szerint (n 1413-1488. Krón.) melyet annak idején Bārforūschdeh -nak, később pedig Bārforūschnek neveztek a 16. században alakult ki, gazdasági fejlődése csúcsát a 18. század vége felé érte el az Oroszországgal folytatott kereskedelme miatt.

## Nevezetességek
- Múzeum
- Tengerparti fürdőhelyei

## Galéria

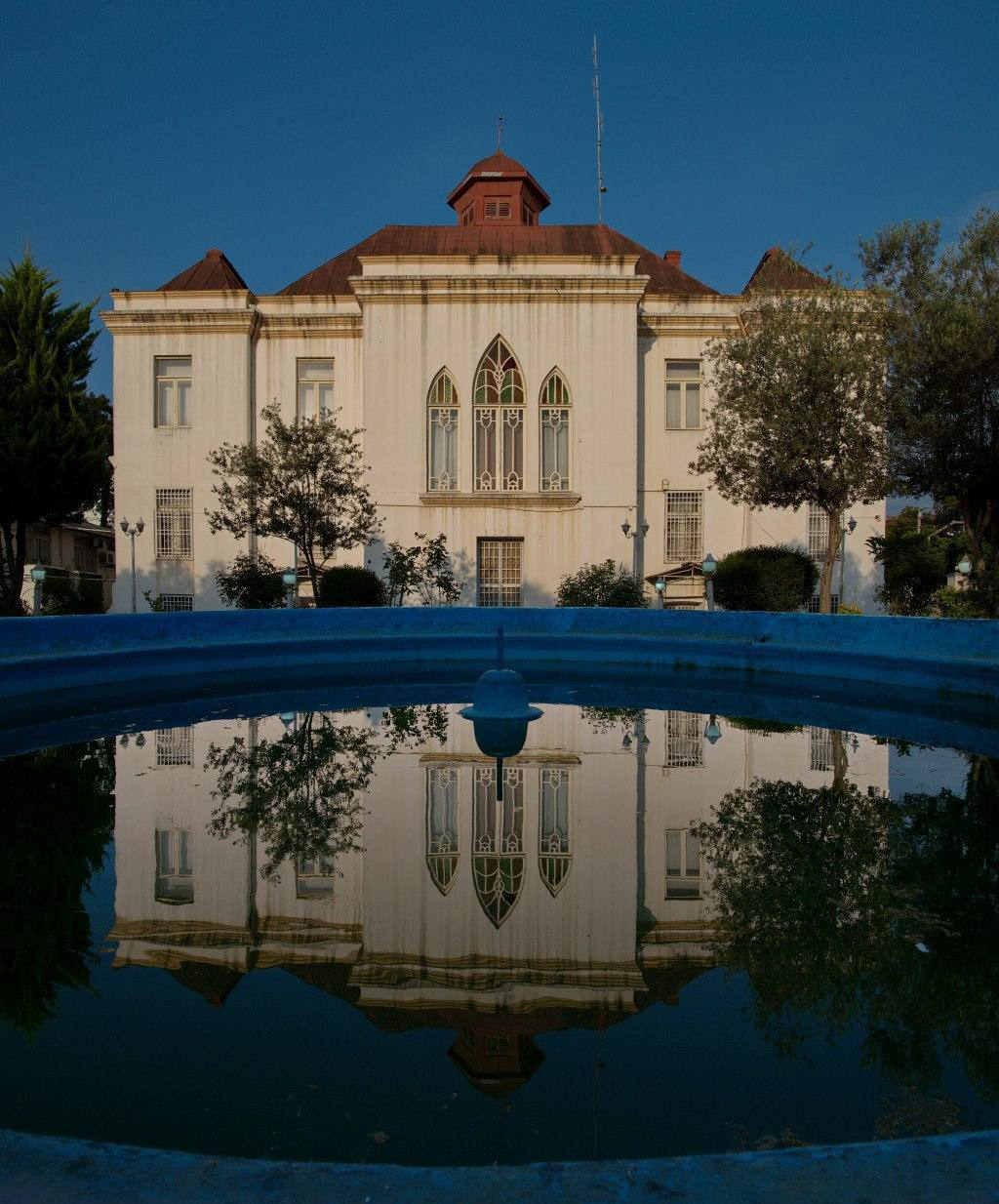
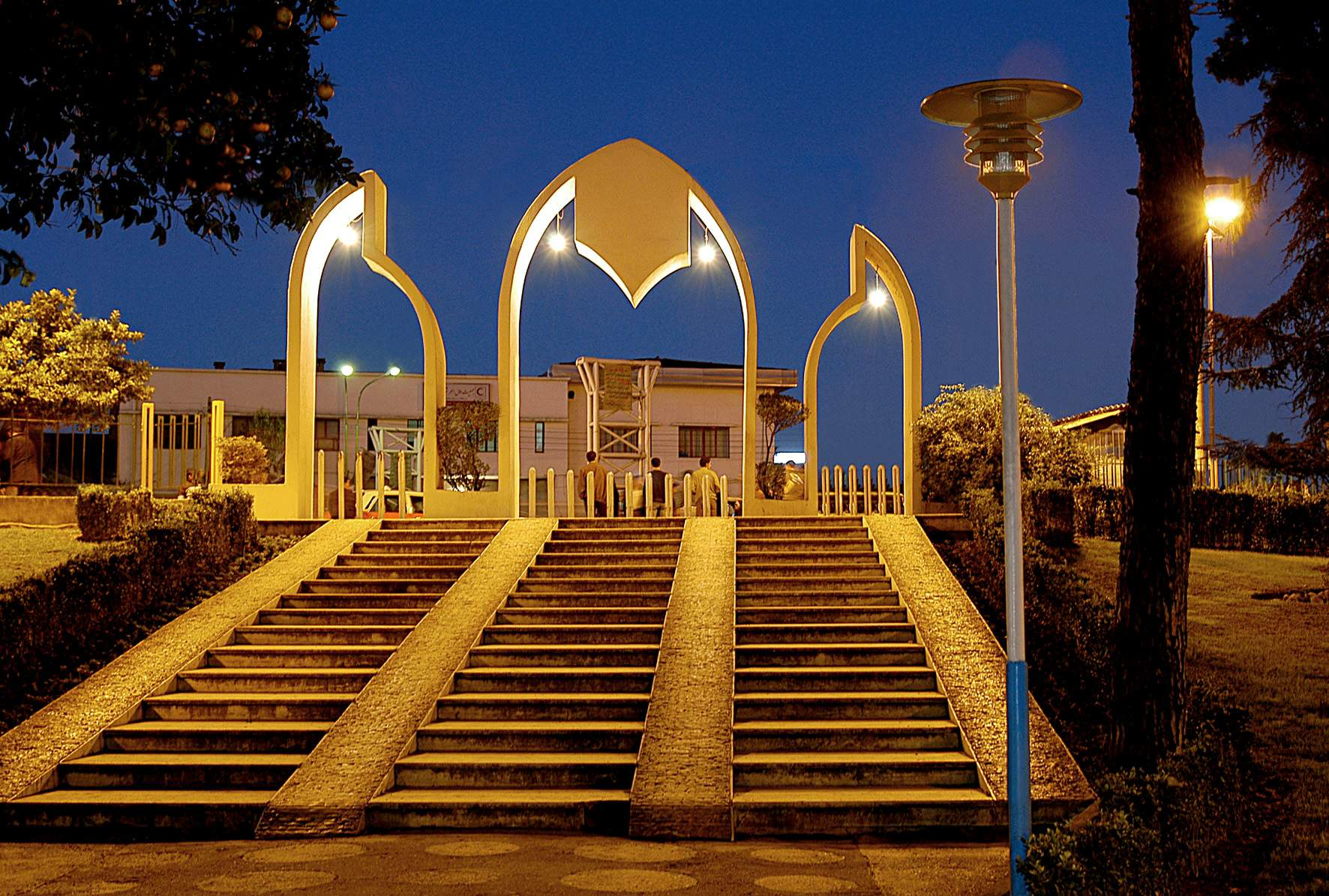
shahid shokri park
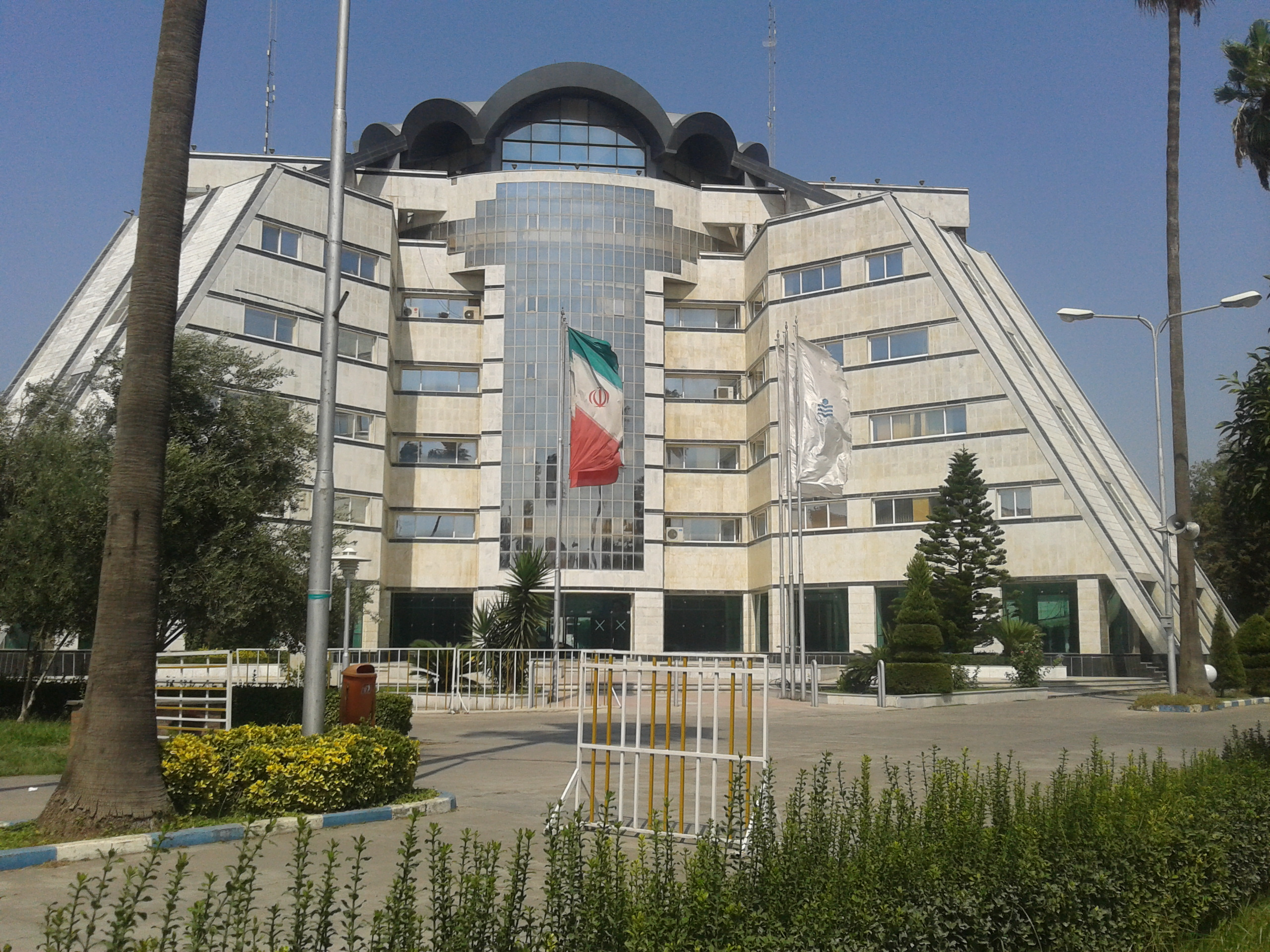
Noshirvani University of Technology
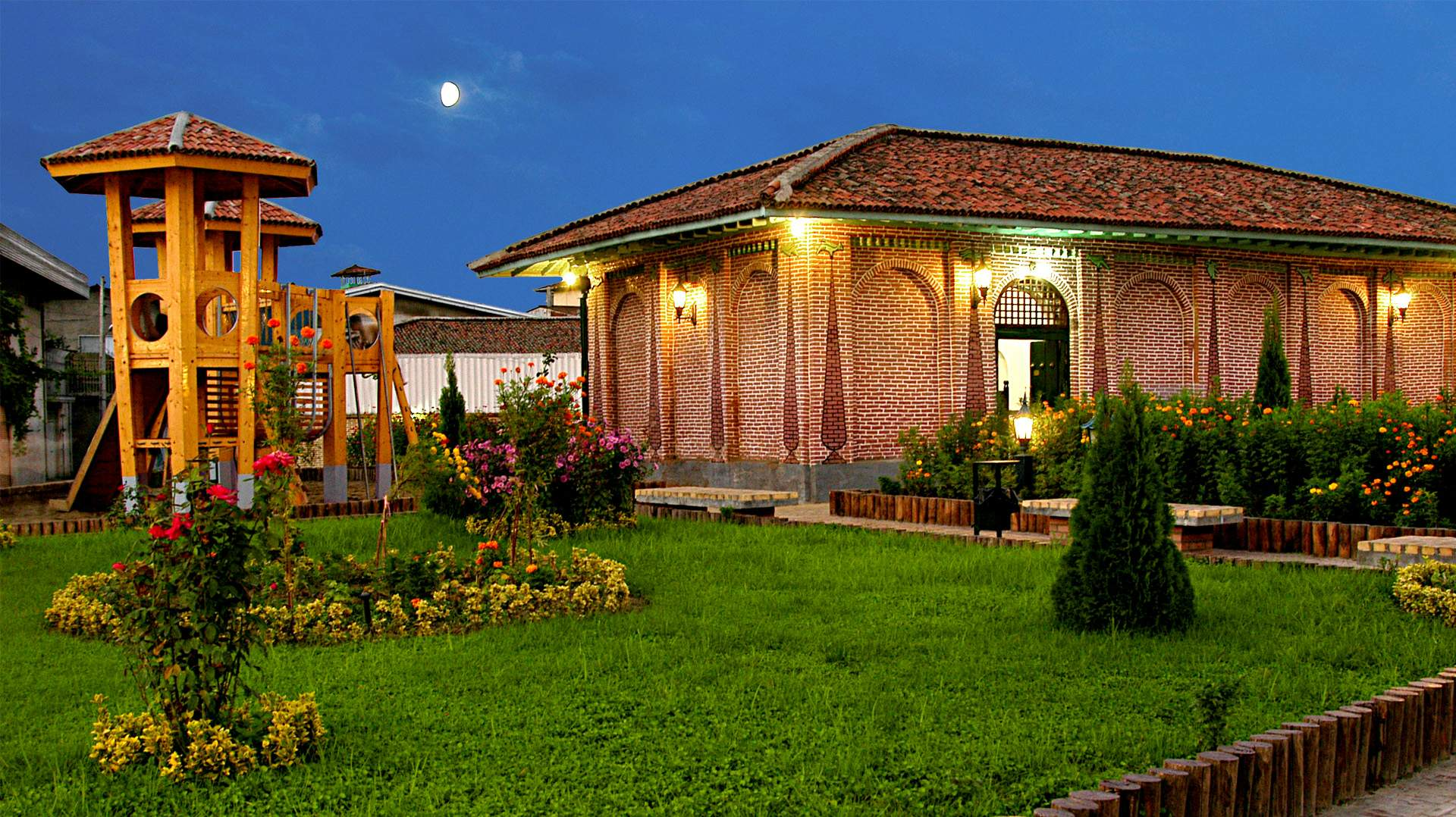
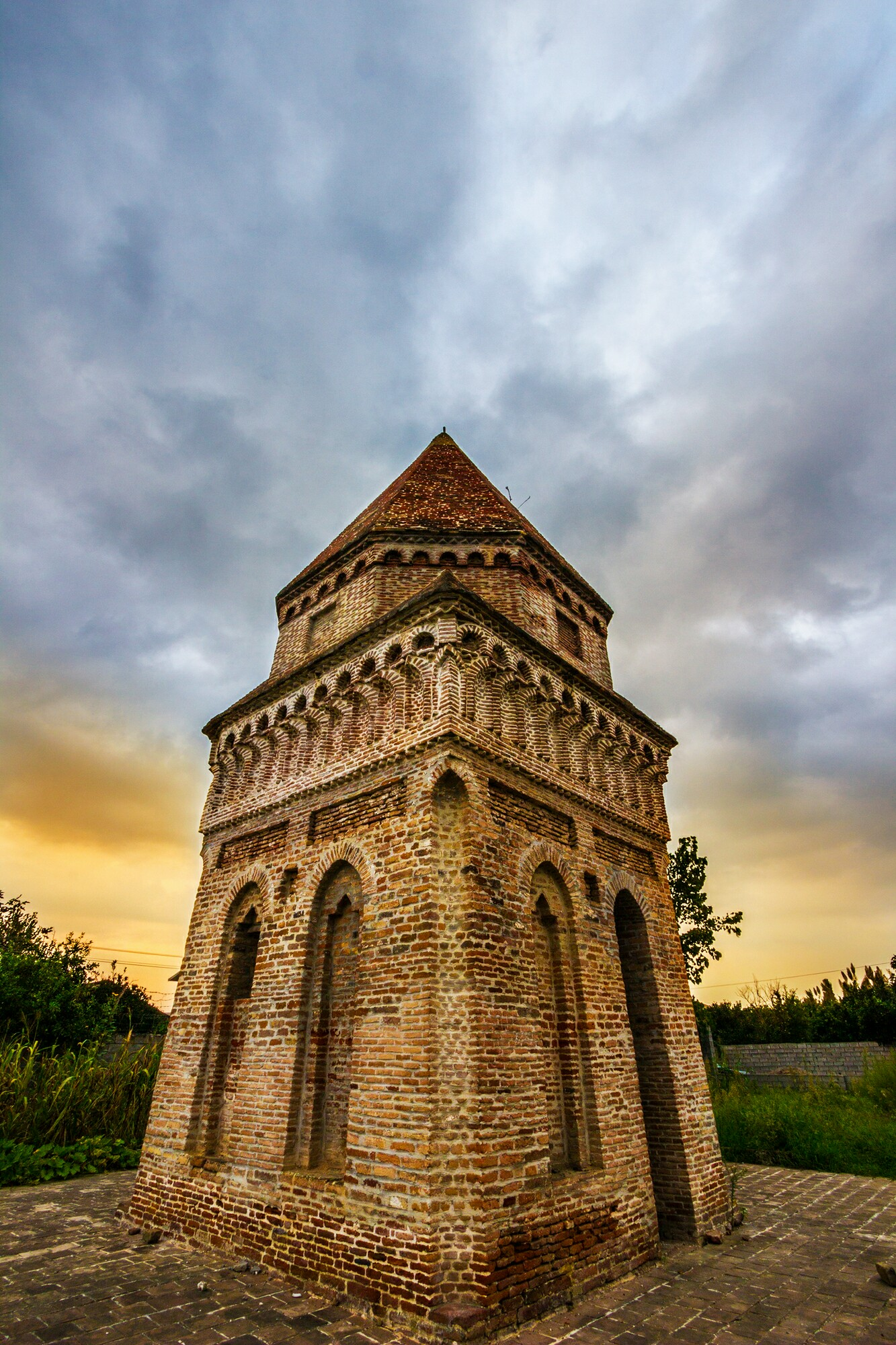
Dearest Dome
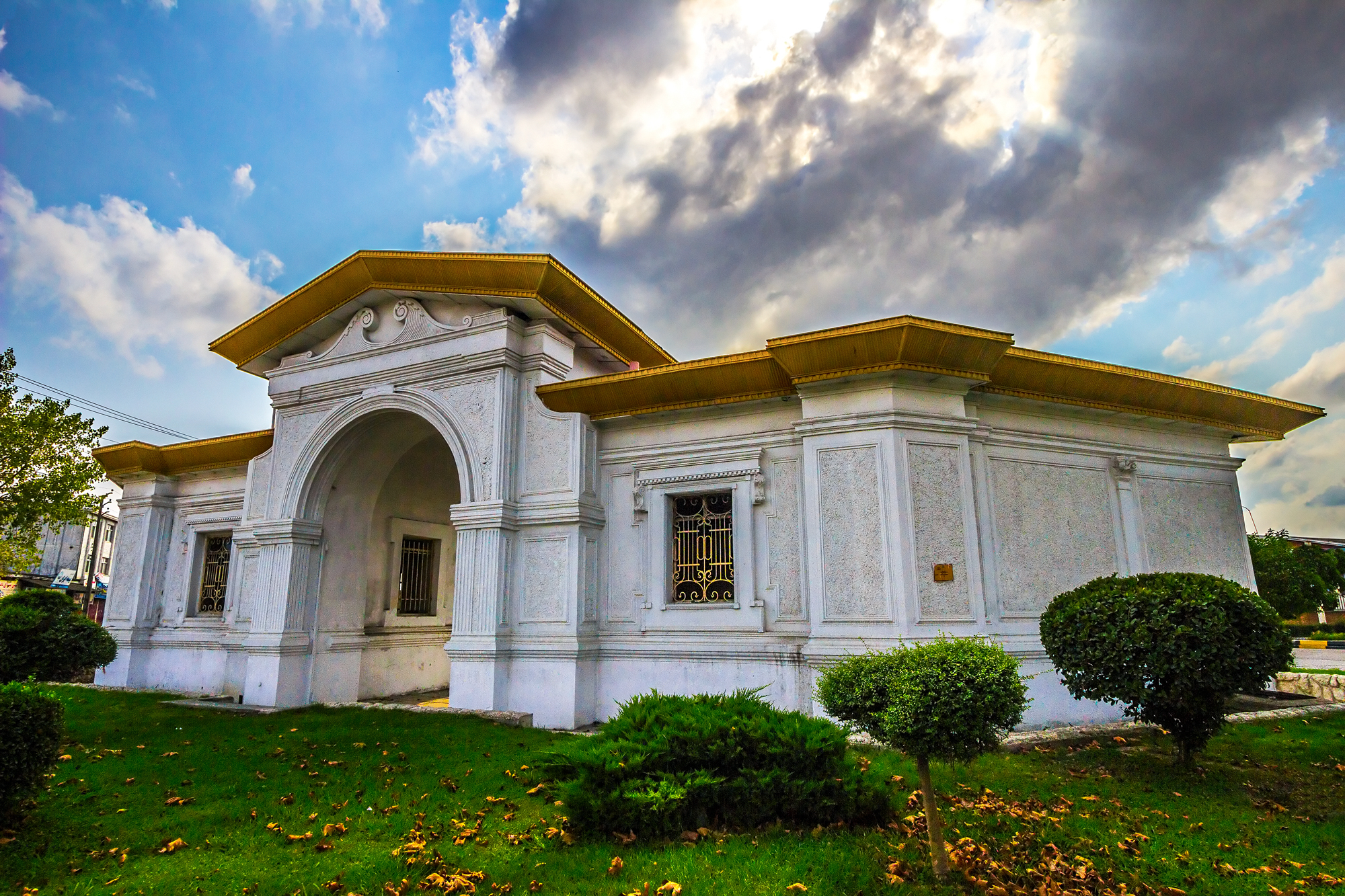
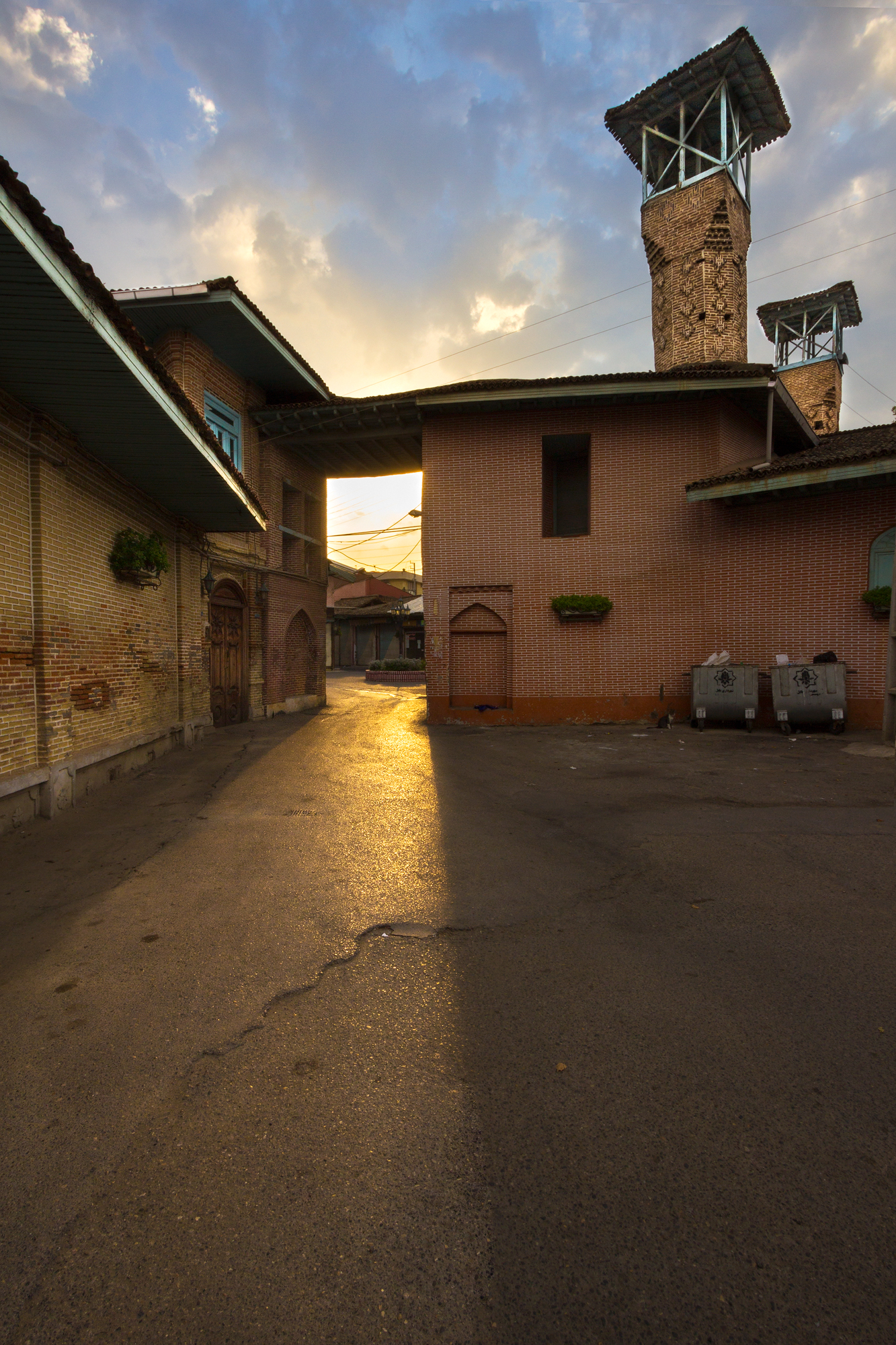